# Lijst van Franse kazen
Dit is een lijst van kazen uit Frankrijk. Deze lijst bevat een deel van de naar schatting 400 tot 500 Franse kazen die er zijn. 45 daarvan voldoen aan het AOP-keurmerk en zijn vet gedrukt, zie de lijst van Franse kazen met AOP-keurmerk.

## A
- Abbaye de Belloc (Pur Brebis de l'Abbaye de Belloc), Aquitaine, schapenmelk
- Abbaye de Cîteaux, Bourgogne, koemelk
- Abbaye de la Joie-Notre-Dame, Bretagne, koemelk
- Abondance AOP, Rhône-Alpes, koemelk
- Affidélice, Bourgogne, koemelk
- Aiguille d'Orcières, Provence-Alpes-Côte d'Azur, koemelk
- Aisy cendré of Cendré d'Aisy, Bourgogne, koemelk
- Ambert, Auvergne, geitenmelk
- Ami du Chambertin, Bourgogne, koemelk
- Amou, Aquitaine, schapenmelk
- Angelot, Normandië, koemelk
- Anneau du Vic-Bilh, Aquitaine, geitenmelk
- Ardi Gasna, Aquitaine, schapenmelk
- Arôme au Vin Blanc
- Arôme de Lyon of Arôme au Gêne de Marc
- Arrigny
- Arthon
- Asco
- Aubisque Pyrénées, Aquitaine, koe- en schapenmelk
- Aunis of Caillebotte d'Aunis
- Autun

## B
- Baguette Laonnaise
- Banon AOP
- La Baratte
- Barousse
- Bargkass
- Bayard Gourmand
- Beaufort AOP
- Beaufort d'alpage
- Beaufort d'été
- Beaufort d'hiver
- Beaufort de Savoie
- Beaumont
- Belle des Champs
- Belloc
- Le Bergues
- Bethmale
- Couseran
- Bibeleskaes
- Bleus
- Bleu d'Auvergne AOP
- Bleu des Basques
- Bleu de Brebis
- Bleu de Bresse
- Bleu des Causses AOP
- Bleu des Cayres
- Bleu de Corse
- Bleu de Costaros
- Bleu Doux

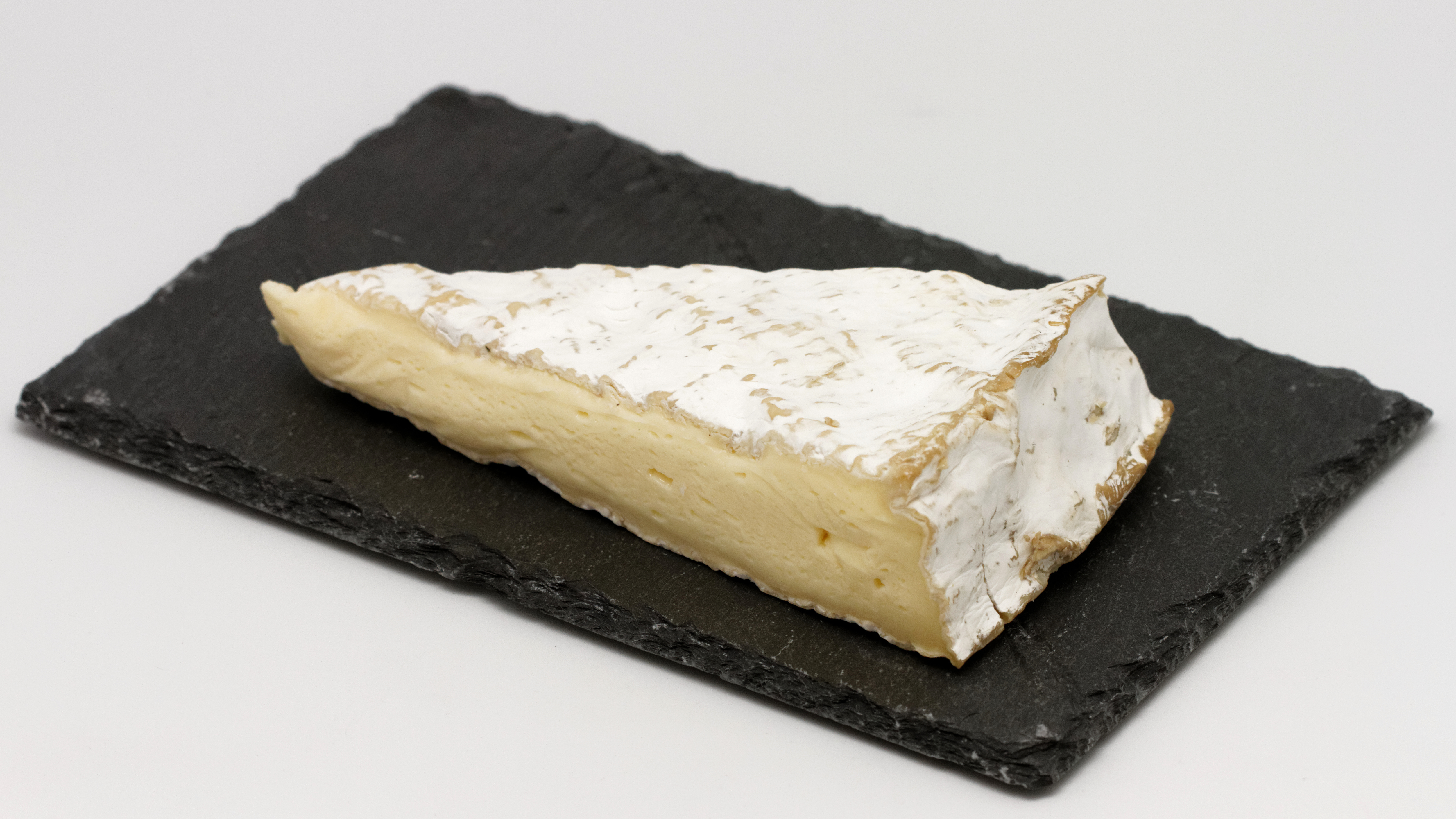
Brie de Meaux

- Bleu de Gex AOP, bleu de Gex Haut-Jura of bleu de Septmoncel
- Bleu de Langeac
- Bleu de Laqueuille
- Bleu de Lavaldens
- Bleu de Loudes
- Bleu du Quercy
- Bleu de Sainte-Foy
- Bleu de Septmoncel
- Bleu de Termignon
- Bleu du Vercors-Sassenage AOP
- Bondard
- Bondaroy au Foin
- Bondon
- Carré de Bonneville
- Boucantrin
- Bougon
- Boule des Moines
- Boulette d'Avesnes
- Boulette de Cambrai
- Boulette de la Pierre-qui-Vire
- La Bourle, Nord-Pas-de-Calais, Koemelk
- Boursault
- Boursin
- Boutons de Chèvre
- Bouton Maconnais
- Bouton de culotte
- Brebiou
- Brebis
- Brebis de Bersend
- Brebis du Lochois
- Brebis d'Oléron
- Brebis du Pays de Grasse
- Brebis des Pyrenées
- Brézain
- Bricquebec
- Bries
- Brie de Meaux AOP
- Brie de Melun AOP
- Brie de Montereau
- Brie de Nangis
- Brie fermier
- Brillat-Savarin
- Brin d’amour
- Brin de Paille
- Briques
- Brique d’Ardèche
- Brique Brebis
- Brique Chèvre
- Brique de Coucouron
- Brique du Forez
- Brique de Joux
- Brique du Livradois
- Brique de Pays
- Brocciu AOP
- Brouère
- Brousse
- Brousse du Rove
- Bûche du Poitou
- Bûche du Vercors
- Butte

## C
- Cabécou
- Cabrion
- Cacouillard
- Caillé doux de Saint Félicien
- Caillebotte, Caillebotte d'Aunis
- Camemberts
- Camembert au Calvados
- Camembert fermier
- Camembert de Normandie AOP
- Cancoillote of Cancoyotte
- Cantal AOP
- Caprice des Dieux
- Carrés
- Carré de Bray
- Carré de l’Est
- Carré du Poitou
- Cedenol
- Cendré d'Aisy
- Cervelle de Canut
- Chabichou du Poitou AOP
- Chabis
- Chambarand
- Chambérat (Kaas)
- Chamois d'Or
- Chaource AOP
- Le Chasteau
- Charolais AOP
- Chaumes
- Chavignol AOP
- Chavroux
- Chécy
- Chevreton
- Chevrotin AOP
- Chevrotin du Livradois
- Chèvroton du Mâconnais
- Chevru
- Cîteaux
- Coeur de Bray
- Comté AOP
- Coucouron
- Coulommiers
- Couronne Lochoise
- Crème de Brie de Meaux
- Crémet Nantais
- Crémier de Chaumes
- Le Creux
- Crottin de Berry
- Curé Nantais

## D
- Dauphin
- Délice de Bourgogne
- Dent du Chat
- Dreux à la Feuille

## E
- Echourgnac
- Edel de Cléron
- Emmentaler
- Emmental Fruitière du Val de Fier
- Emmental grand cru
- Entrammes
- Epoisses AOP
- Esbareich (kaas)
- Etorki
- Excelsior
- Explorateur

## F
- Les Fabuleux
- Faisselle
- Fédou
- Feuille de Dreux
- Fleur du Maquis
- Fontainebleau
- Fourmes
- Fourme d'Ambert AOP (tot 2002 Fourme d'Ambert et de Montbrison AOC)
- Fourme de Cantal
- Fourme de Coucouron
- Fourme de Montbrison AOP (tot 2002 Fourme d'Ambert et de Montbrison AOC)
- Frinault
- Frinault cendré
- Fromage de Chambarand
- Fromage de Coucouron
- Fromage du Curé
- Fromage d'Echourgnac
- Fromage du Laboureur
- Fromageon

## G
- Gaperon
- Gazimelle de Burzet
- Gérardmer
- MUnster/Munster Géromé AOP
- Géromé anisé
- Gien (kaas)
- Gouda français
- Goudoulet
- Gournay affiné
- Gournay frais
- Grand Condé (kaas)
- Grand Montagnard
- Grand Tomachon
- Grataron
- Grataron de Arèsches
- Grataron du Beaufortain
- Gratte Paille
- Graviers du Guier
- Gris de Lille
- Gruyère de Savoie

## J
- Jean de Brie
- Jonchée d'Oléron

## L
- Laguiole AOP, ook wel Tome de Laguiole genoemd (geen officiële naam)
- Langres AOP
- Le Lardu
- Laruns
- Lévejac
- Livarot AOP, ook wel Colonel genoemd

## M
- Mâconnais AOP
- Malakoff
- Mamirollais
- Mamirolle
- Maroilles AOP of Marolles
- Metton
- Mimolette Vieille of Boule de Lille
- Tulipe Noire extra vieille
- Misotte
- Mont des Cats, Nord-Pas-de-Calais, koemelk
- Mont d’Or AOP, of vacherin du Haut-Doubs
- Le Montagnard
- Morbier AOP
- Morvan
- Moulis (Kaas)
- Moulis pur Brebis
- Moulis pur Chèvre
- Moulis Vache
- Moulis Vache tommette
- Murol du Grand Bérioux
- Murolait
- Munster AOC of munster géromé
- Petit Munster
- Mussy

## N
- Nantais
- Neufchâtel AOP
- Niolo
- Noyan

## O
- Oelenberg
- Olivets
- Olivet bleu
- Olivet cendré
- Olivet au foin
- Olivet à la Sauge
- Oléron
- Onetik
- Oloron-Sainte-Marie
- Ossau-iraty AOP
- Ovalie

## P
- Patte d'Ours
- Pavées
- Pavé d’Auge
- Pavé du Berry
- Pavé Blesois
- Pélardon AOP
- Pérail
- Pérassu
- Persapin
- Persillé des Aravis
- Persillé de Haute Tarentaise
- Persillé de Sainte-Foy
- Petit Bayard
- Petit Beaujolais
- P'tit Berrichon
- Petit Creux
- Petit Montagnard
- Petit Quercy
- Pic du Vieux Chaillol
- Picodon AOP
- Le Pié d’Angloys
- Pierre Dorée
- Pierre-Qui-Vire, Bourgogne, koemelk
- Pithiviers au Foin
- Poivre d'Âne
- Pont-l’évêque AOP
- Port-du-Salut of Port Salut
- Pouligny-saint-pierre AOP
- Poustagnac
- Providence
- Puant de Lille
- Puant Macéré

## Q
- Quercy Petit

## R
- Raclette
- Raclette de Savoie
- Rambol
- Ramequin

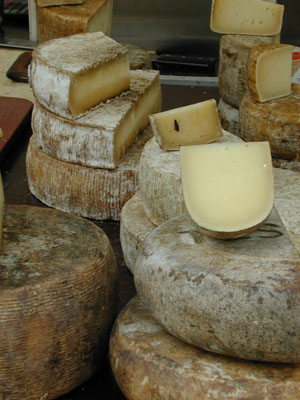
Kaasmarkt in Bazel (Zwitserland)

- Reblochon AOP of reblochon de Savoie
- Reblochon fermier
- Récollet
- Reybier
- Rigotte des Alpes
- Rigotte de Condrieu AOP
- Rigotte d’Echalas
- Rigotte de Pelussin
- Rigotte de Sainte-Colombe
- Rocamadour AOP
- Rochebarron
- Rocroi
- Rocroi cendré
- Rogallais
- Rogeret de Lamastre
- Rogeret des Cévennes
- Rollot
- Le Romans
- Roquefort AOP
- Roue de Ris
- Rove des Garrigues

## S
- Saint-Agur
- Saint-Albray
- Saint-Aubin
- Saint-Benoît
- Saint-Félicien
- Saint-Florentin
- Saint-Gervais
- Saint-Just
- Saint-Laurent
- Saint-Marcellin
- Sainte-Maure-de-Touraine AOP
- Saint-Môret
- Saint-Nectaire AOP
- Saint-Paulin
- Salers AOP of Cantal de Salers
- Sancerre
- Sarteno
- Savoyard
- Selles-sur-Cher AOP
- Sérac
- Soumaintrain
- Suprême des ducs

## T
- Tamié
- Tardets
- Le Templais
- Thollon
- Tommes
- Tomme des Aravis
- Tomme d'Auvergne
- Tome des Bauges AOP
- Tomme de Belley
- Tomme de chèvre de Savoie
- Tommette de Domessin
- Tomme au fenouil
- Tomme fraîche aligot
- Tomme du Jura
- Tomme de Montagne
- Tomme du Morvan
- Tomme des Pyrénées
- Tomme de Romans
- Tomme de Savoie
- Tournon-Saint-Pierre
- Tourrée de l'Aubier
- Tourrée le Rustique
- Trappe d'Échourgnac
- Trappiste de Bricquebec
- Tricorne de Marans
- Trou du Cru

## U
- Urt

## V
- La vache qui rit
- Vacherin d'Abondance
- Vacherin du Haut-Doubs
- Vacherin Mont d'Or
- Valençay AOP
- Vézelay
- Vieux-Boulogne
- Vieux de Lille
- Vieux Pané
- Vignelait
- Vignotte